# Vanessa Cozzi
Vanessa Cozzi, född 25 mars 1984, är en brasiliansk roddare. 
Cozzi tävlade för Brasilien vid olympiska sommarspelen 2016 i Rio de Janeiro, där hon tillsammans med Fernanda Ferreira slutade på 15:e plats i lättvikts-dubbelsculler.